# Fiat 125 Mirafiori
El Fiat 125 Mirafiori es un automóvil de turismo del segmento D que fue producido por Sevel Argentina S.A. Empresa que detentaba la representación oficial de las marcas Fiat y Peugeot en el mencionado país. Tiene aspectos físicos y técnicos muy similares al Fiat 125 (que inicialmente fue producido en Argentina como Fiat 1600) y al Lada Riva (seriado como 2104 en Rusia). Fue el primer auto con caja de cinco velocidades en la Argentina.

## Motor
El motor creado por Aurelio Lampredi, es de cuatro cilindros con doble árbol de levas a la cabeza arrastrados por correa de neopreno (muy usado en Argentina), el motor tiene una cilindrada de 1608. Se encuentra ubicado adelante en posición longitudinal. La tracción es trasera con árbol de transmisión tubular en dos partes con apoyo central, mientras que el puente trasero es de tipo hipoidal. Funciona a un régimen de 6200 RPM a una potencia de 100 o 110 CV en la versión C o CL. El motor es refrigerado mediante agua común, usando una capacidad total de 8,7 litros. El combustible del motor es nafta súper (el tanque de combustible tiene 45 litros de capacidad), el carburador es Weber 34 DCHE 20 /Solex C34 PAIA 33.
Fue el primer automóvil argentino dotado con caja de cinco velocidades sincronizadas.

## Diferencias con respecto al 125
- Tiene en general un acabado más fino y cuidado.
- Paragolpes envolventes con luces de posición y giro.
- Bandas laterales de seguridad.
- Rayos longitudinales para la parrilla.
- Ópticas delanteras y traseras de concepción modernizada.
- Butacas envolventes con apoyacabeza y totalmente reclinables.
- Tablero instrumental antirreflectante completo con controles digitales.
- Faroles traseros y delanteros más grandes.[3]

## Fiat 125 CL
Existe otra versión de este vehículo, es con el Fiat 125 Mirafiori CL, mantiene exactamente la misma carrocería, solamente tiene algunos cambios en el motor, el más notorio es el cambio en la potencia (CV), el anterior era de 100, el CL es de 110.